# Драмонд, Карл Дэвис
Карл Дэвис Драмонд (англ. Carl Davis Drumond; род. 9 февраля 1975 года) — коста-риканский боксёр, профессионал, выступавший в тяжёлой весовой категории.

## Профессиональная карьера
Драмонд дебютировал на профессиональном ринге в 2005 году в тяжёлой весовой категории.
Первые двенадцать поединков выиграл досрочно в ранних раундах. В феврале 2007 года завоевал вакантный латиноамериканский титул по версии WBO. Через два месяца завоевал аналогичный титул по версии WBC. А ещё через полгода, такой же титул по версии IBF.
В июле 2007 года победил по очкам в рейтинговом поединке американца, Седрика Филдса.
В ноябре 2007 года победил бывшего чемпиона мира, Кельвина Дэвиса.
Будучи латиноамериканским чемпионом по трём из четырёх основных версий, вышел на ринг за звание чемпиона мира именно по четвёртой версии, под эгидой которой не проводил титульных боёв.
В бою за титул чемпиона мира по версии WBA в феврале 2007 года Драмонд встретился с непобеждённым боксёром из Узбекистана, Русланом Чагаевым (24-0-1). В конце шестого раунда из-за случайного столкновения головами, Руслан получил рассечение, и поединок был остановлен. При подсчёте очков, Победил Чагаев. Карлос потерпел первое поражение на профессиональном ринге.
В июле 2007 года Драмонд потерпел второе поражение. Проиграл по очкам американцу пуэрто-риканского происхождения, Деррику Росси в бою за титул чемпиона США по версии WBC.
20 марта 2010 года Карл Дэвис Драмонд вышел на ринг с олимпийским чемпионом, кубинцем, Одланьером Солисом (15-0). Поединок был начат с запозданием из-за несоответствий перевязки бинтов у Драмонда. Бой вышел односторонним, и в третьем раунде Солис сильно начал избивать Карла. Гонг спас Драмонда от падения, но угол костариканца отказался от продолжения поединка. Драмонд потерпел первое поражение нокаутом и ушёл из бокса почти на два года.
Драмонд вернулся на ринг в конце 2011 года, и в течение полугода встретился с тремя низкорейтинговыми боксёрами, которых нокаутировал в первом раунде.